# Rattus simalurensis
Rattus simalurensis  (Miller, 1903) è un roditore della famiglia dei Muridi endemico di alcune isole al largo delle coste occidentali di Sumatra.

## Descrizione

### Dimensioni
Roditore di medie dimensioni, con la lunghezza della testa e del corpo tra 172 e 255 mm, la lunghezza della coda tra 167 e 225 mm e la lunghezza del piede tra 38 e 43,4 mm.

### Aspetto
La pelliccia è densa e fine, cosparsa di lunghi peli. Le parti superiori sono giallo-brunastre con riflessi nerastri, particolarmente lungo la schiena, mentre le parti ventrali sono giallastre, con la parte centrale del petto più grigiastra. Le orecchie sono marroni scure. I piedi sono brunastri. La coda è più corta della testa e del corpo ed è uniformemente marrone scura.

## Biologia

### Comportamento
È una specie terricola.

## Distribuzione e habitat
Questa specie è diffusa sulle isole di Simeulue, Lasia, Siumat e Babi, lungo le coste occidentali di Sumatra.
Vive probabilmente nelle foreste.

## Tassonomia
Sono state riconosciute 2 sottospecie:
- R.s.simalurensis: Simeulue e Siumat;
- R.s.lasiae (Lyon, 1916): Lasia e Babi.

## Conservazione
La IUCN Red List, considerato l'areale limitato e il continuo declino a causa della perdita del proprio habitat e dell'introduzione di specie competitive come Rattus rattus, classifica R.simalurensis come specie in pericolo (EN).